# Svetovni pokal v alpskem smučanju 2013
Svetovni pokal v alpskem smučanju 2013. Veliki kristalni globus za skupni seštevek vseh disciplin sta osvojila Tina Maze in Marcel Hirscher.

## Koledar

### Moški
| Datum             | Prizorišče             | Disc. | Zmagovalec                    | Drugi                        | Tretji                       | Poročilo                                  |
| 28. oktober 2012  | Sölden                 | VS    | Ted Ligety                    | Manfred Mölgg                | Marcel Hirscher              | Arhivirano 2013-03-31 na Wayback Machine. |
| 11. november 2012 | Levi                   | SL    | André Myhrer                  | Marcel Hirscher              | Jens Byggmark                | Arhivirano 2013-04-25 na Wayback Machine. |
| 24. november 2012 | Lake Louise            | SM    | Aksel Lund Svindal            | Max Franz                    | Marco Sullivan Klaus Kröll   | Arhivirano 2013-04-25 na Wayback Machine. |
| 25. november 2012 | Lake Louise            | SG    | Aksel Lund Svindal            | Adrien Théaux                | Joachim Puchner              | Arhivirano 2013-04-25 na Wayback Machine. |
| 30. november 2012 | Beaver Creek           | SM    | Christof Innerhofer           | Aksel Lund Svindal           | Kjetil Jansrud               | Arhivirano 2013-04-25 na Wayback Machine. |
| 1. december 2012  | Beaver Creek           | SG    | Matteo Marsaglia              | Aksel Lund Svindal           | Hannes Reichelt              | Arhivirano 2013-04-25 na Wayback Machine. |
| 2. december 2012  | Beaver Creek           | VS    | Ted Ligety                    | Marcel Hirscher              | Davide Simoncelli            | Arhivirano 2013-03-14 na Wayback Machine. |
| 8. december 2012  | Val-d'Isère            | SL    | Alexis Pinturault             | Felix Neureuther             | Marcel Hirscher              | Arhivirano 2013-02-09 na Wayback Machine. |
| 9. december 2012  | Val-d'Isère            | VS    | Marcel Hirscher               | Stefan Luitz                 | Ted Ligety                   | Arhivirano 2013-04-25 na Wayback Machine. |
| 14. december 2012 | Val Gardena            | SG    | Aksel Lund Svindal            | Matteo Marsaglia             | Werner Heel                  | Arhivirano 2013-02-18 na Wayback Machine. |
| 15. december 2012 | Val Gardena            | SM    | Steven Nyman                  | Rok Perko                    | Erik Guay                    | Arhivirano 2013-03-31 na Wayback Machine. |
| 16. december 2012 | Alta Badia             | VS    | Ted Ligety                    | Marcel Hirscher              | Thomas Fanara                | Arhivirano 2013-02-18 na Wayback Machine. |
| 18. december 2012 | Madonna di Campiglio   | SL    | Marcel Hirscher               | Felix Neureuther             | Naoki Yuasa                  | Arhivirano 2013-02-09 na Wayback Machine. |
| 29. december 2012 | Bormio                 | SM    | Hannes Reichelt Dominik Paris |                              | Aksel Lund Svindal           | Arhivirano 2013-03-03 na Wayback Machine. |
| 1. januar 2013    | München                | P     | Felix Neureuther              | Marcel Hirscher              | Alexis Pinturault            | Arhivirano 2013-02-09 na Wayback Machine. |
| 6. januar 2013    | Zagreb                 | SL    | Marcel Hirscher               | André Myhrer                 | Mario Matt                   | Arhivirano 2013-02-09 na Wayback Machine. |
| 12. januar 2013   | Adelboden              | VS    | Ted Ligety                    | Fritz Dopfer                 | Felix Neureuther             | Arhivirano 2013-03-16 na Wayback Machine. |
| 13. januar 2013   | Adelboden              | SL    | Marcel Hirscher               | Mario Matt                   | Manfred Mölgg                | Arhivirano 2013-03-16 na Wayback Machine. |
| 18. januar 2013   | Wengen                 | KB    | Alexis Pinturault             | Ivica Kostelić               | Carlo Janka                  | Arhivirano 2013-02-16 at Archive.is       |
| 19. januar 2013   | Wengen                 | SM    | Christof Innerhofer           | Klaus Kröll                  | Hannes Reichelt              | Arhivirano 2013-03-03 na Wayback Machine. |
| 20. januar 2013   | Wengen                 | SL    | Felix Neureuther              | Marcel Hirscher              | Ivica Kostelić               | Arhivirano 2013-03-03 na Wayback Machine. |
| 25. januar 2013   | Kitzbühel              | SG    | Aksel Lund Svindal            | Matthias Mayer               | Christof Innerhofer          | Arhivirano 2013-03-03 na Wayback Machine. |
| 26. januar 2013   | Kitzbühel              | SM    | Dominik Paris                 | Erik Guay                    | Hannes Reichelt              | Arhivirano 2013-01-29 na Wayback Machine. |
| 27. januar 2013   | Kitzbühel              | SL    | Marcel Hirscher               | Felix Neureuther             | Ivica Kostelić               | Arhivirano 2013-03-05 na Wayback Machine. |
| 27. januar 2013   | Kitzbühel              | KB    | Ivica Kostelić                | Alexis Pinturault            | Thomas Mermillod Blondin     | Arhivirano 2013-04-25 na Wayback Machine. |
| 29. januar 2013   | Moskva                 | P     | Marcel Hirscher               | André Myhrer                 | Ivica Kostelić               | Arhivirano 2013-03-10 na Wayback Machine. |
| 23. februar 2013  | Garmisch-Partenkirchen | SM    | Christof Innerhofer           | Georg Streitberger           | Klaus Kröll                  | Arhivirano 2013-03-27 na Wayback Machine. |
| 24. februar 2013  | Garmisch-Partenkirchen | VS    | Alexis Pinturault             | Marcel Hirscher              | Ted Ligety                   | Arhivirano 2013-04-10 at Archive.is       |
| 2. marec 2013     | Kvitfjell              | SM    | Adrien Théaux                 | Aksel Lund Svindal           | Klaus Kröll                  | Arhivirano 2013-03-05 na Wayback Machine. |
| 3. marec 2013     | Kvitfjell              | SG    | Aksel Lund Svindal            | Georg Streitberger           | Werner Heel                  | Arhivirano 2013-03-05 na Wayback Machine. |
| 9. marec 2013     | Kranjska Gora          | VS    | Ted Ligety                    | Marcel Hirscher              | Alexis Pinturault            | Arhivirano 2013-03-12 na Wayback Machine. |
| 10. marec 2013    | Kranjska Gora          | SL    | Ivica Kostelić                | Marcel Hirscher              | Mario Matt                   | Arhivirano 2013-03-13 na Wayback Machine. |
| 13. marec 2013    | Lenzerheide            | SM    | prestavljeno zaradi megle     | prestavljeno zaradi megle    | prestavljeno zaradi megle    | prestavljeno zaradi megle                 |
| 14. marec 2013    | Lenzerheide            | SG    | odpoved zaradi močnega vetra  | odpoved zaradi močnega vetra | odpoved zaradi močnega vetra | odpoved zaradi močnega vetra              |
| 16. marec 2013    | Lenzerheide            | VS    | Ted Ligety                    | Marcel Hirscher              | Alexis Pinturault            | Arhivirano 2013-03-23 na Wayback Machine. |
| 17. marec 2013    | Lenzerheide            | SL    | Felix Neureuther              | Marcel Hirscher              | Ivica Kostelić               | Arhivirano 2013-03-20 na Wayback Machine. |

### Ženske
| Datum             | Prizorišče             | Disc.       | Zmagovalka                           | Druga                                | Tretja                               | Poročilo                                   |                         |
| 27. oktober 2012  | Sölden                 | VS          | Tina Maze                            | Kathrin Zettel                       | Stefanie Köhle                       | Arhivirano 2012-11-15 na Wayback Machine.  |                         |
| 10. november 2012 | Levi                   | SL          | Maria Höfl-Riesch                    | Tanja Poutiainen                     | Mikaela Shiffrin                     | Arhivirano 2012-11-14 na Wayback Machine.  |                         |
| 24. november 2012 | Aspen                  | VS          | Tina Maze                            | Kathrin Zettel                       | Viktoria Rebensburg                  | Arhivirano 2012-11-27 na Wayback Machine.  |                         |
| 25. november 2012 | Aspen                  | SL          | Kathrin Zettel                       | Marlies Schild                       | Tina Maze                            | Arhivirano 2012-11-28 na Wayback Machine.  |                         |
| 30. november 2012 | Lake Louise            | SM          | Lindsey Vonn                         | Stacey Cook                          | Maria Höfl-Riesch Tina Weirather     | Arhivirano 2012-12-01 na Wayback Machine.  |                         |
| 1. december 2012  | Lake Louise            | SM          | Lindsey Vonn                         | Stacey Cook                          | Marianne Kaufmann-Abderhalden        | Arhivirano 2012-12-08 na Wayback Machine.  |                         |
| 2. december 2012  | Lake Louise            | SG          | Lindsey Vonn                         | Julia Mancuso                        | Anna Fenninger                       | Arhivirano 2012-12-04 na Wayback Machine.  |                         |
| 7. december 2012  | St. Moritz             | KB          | Tina Maze                            | Nicole Hosp                          | Kathrin Zettel                       | Arhivirano 2012-12-09 na Wayback Machine.  |                         |
| 8. december 2012  | St. Moritz             | SG          | Lindsey Vonn                         | Tina Maze                            | Julia Mancuso                        | Arhivirano 2012-12-09 na Wayback Machine.  |                         |
| 9. december 2012  | St. Moritz             | VS          | Tina Maze                            | Viktoria Rebensburg                  | Tessa Worley                         | Arhivirano 2012-12-09 na Wayback Machine.  |                         |
| 14. december 2012 | Val-d'Isère            | SM          | Lara Gut                             | Leanne Smith                         | Nadja Kamer                          | Arhivirano 2012-12-17 na Wayback Machine.  |                         |
| 15. december 2012 | Val-d'Isère            | SG          | prestavljeno zaradi močnega sneženja | prestavljeno zaradi močnega sneženja | prestavljeno zaradi močnega sneženja | prestavljeno zaradi močnega sneženja       |                         |
| 16. december 2012 | Courchevel             | VS          | Tina Maze                            | Kathrin Zettel                       | Tessa Worley                         | Arhivirano 2012-12-19 na Wayback Machine.  |                         |
| 19. december 2012 | Åre                    | VS          | Viktoria Rebensburg                  | Anna Fenninger                       | Tina Maze                            | Arhivirano 2012-12-31 na Wayback Machine.  |                         |
| 20. december 2012 | Åre                    | SL          | Mikaela Shiffrin                     | Frida Hansdotter                     | Tina Maze                            | Arhivirano 2012-12-31 na Wayback Machine.  |                         |
| 28. december 2012 | Semmering              | VS          | Anna Fenninger                       | Tina Maze                            | Tessa Worley                         | Arhivirano 2012-12-31 na Wayback Machine.  |                         |
| 29. december 2012 | Semmering              | SL          | Veronika Velez-Zuzulová              | Kathrin Zettel                       | Tina Maze                            | Arhivirano 2012-12-31 na Wayback Machine.  |                         |
| 1. januar 2013    | München                | P           | Veronika Velez-Zuzulová              | Tina Maze                            | Michaela Kirchgasser                 | Arhivirano 2013-01-03 na Wayback Machine.  |                         |
| 4. januar 2013    | Zagreb                 | SL          | Mikaela Shiffrin                     | Frida Hansdotter                     | Erin Mielzynski                      | Arhivirano 2013-01-06 na Wayback Machine.  |                         |
| 12. januar 2013   | St. Anton              | SM          | Alice McKennis                       | Daniela Merighetti                   | Anna Fenninger                       | Arhivirano 2013-01-13 na Wayback Machine.  |                         |
| 13. januar 2013   | St. Anton              | SG          | Tina Maze                            | Anna Fenninger                       | Fabienne Suter                       | Arhivirano 2013-01-22 na Wayback Machine.  |                         |
| 15. januar 2013   | Flachau                | SL          | Mikaela Shiffrin                     | Frida Hansdotter                     | Tanja Poutiainen                     | Arhivirano 2013-01-18 na Wayback Machine.  |                         |
| 19. januar 2013   | Cortina d'Ampezzo      | SM          | Lindsey Vonn                         | Tina Maze                            | Leanne Smith                         | Arhivirano 2013-01-21 na Wayback Machine.  |                         |
| 20. januar 2013   | Cortina d'Ampezzo      | SG          | Viktoria Rebensburg                  | Nicole Schmidhofer                   | Tina Maze                            | Arhivirano 2013-01-22 na Wayback Machine.  |                         |
| 26. januar 2013   | Maribor                | VS          | Lindsey Vonn                         | Tina Maze                            | Anna Fenninger                       | Arhivirano 2013-03-03 na Wayback Machine.  |                         |
| 27. januar 2013   | Maribor                | SL          | Tina Maze                            | Frida Hansdotter                     | Kathrin Zettel                       | Arhivirano 2013-03-03 na Wayback Machine.  |                         |
| 29. januar 2013   | Moskva                 | P           | Lena Dürr                            | Veronika Velez-Zuzulová              | Mikaela Shiffrin                     | Arhivirano 2013-03-10 na Wayback Machine.' |                         |
| 23. februar 2013  | Méribel                | SM          | Carolina Ruiz Castillo               | Maria Höfl-Riesch                    | Marie Marchand-Arvier                | Arhivirano 2013-02-26 na Wayback Machine.  |                         |
| 24. februar 2013  | Méribel                | KB          | Tina Maze                            | Nicole Hosp                          | Michaela Kirchgasser                 | Arhivirano 2013-02-27 na Wayback Machine.  |                         |
| 1. marec 2013     | Garmisch-Partenkirchen | SG          | Tina Weirather                       | Tina Maze Julia Mancuso              |                                      | Arhivirano 2013-05-09 na Wayback Machine.  |                         |
| 2. marec 2013     | Garmisch-Partenkirchen | SM          | Tina Maze                            | Laurenne Ross                        | Maria Höfl-Riesch                    | Arhivirano 2013-03-05 na Wayback Machine.  |                         |
| 3. marec 2013     | Garmisch-Partenkirchen | SG          | Anna Fenninger                       | Maria Höfl-Riesch                    | Julia Mancuso                        | Arhivirano 2013-03-05 na Wayback Machine.  |                         |
| 9. marec 2013     | Ofterschwang           | SL          | Tina Maze                            | Wendy Holdener                       | Mikaela Shiffrin                     | Arhivirano 2013-03-13 na Wayback Machine.  |                         |
| 13. marec 2013    | Ofterschwang           | Lenzerheide | SM                                   | odpovedano zaradi megle              | odpovedano zaradi megle              | odpovedano zaradi megle                    | odpovedano zaradi megle |
| 14. marec 2013    | SG                     | Lenzerheide | odpovedano zaradi močnega vetra      | odpovedano zaradi močnega vetra      | odpovedano zaradi močnega vetra      | odpovedano zaradi močnega vetra            |                         |
| 16. marec 2013    | SL                     | Lenzerheide | Mikaela Shiffrin                     | Bernadette Schild                    | Tina Maze                            | Arhivirano 2013-03-19 na Wayback Machine.  |                         |
| 17. marec 2013    | VS                     | Lenzerheide | Tina Maze                            | Tessa Worley                         | Lara Gut                             | Arhivirano 2013-03-22 na Wayback Machine.  |                         |

### Ekipno
| Datum          | Prizorišče  | Disc. | Zmagovalec                                                                                     | Drugi | Tretji                                                                                                  | Poročilo                                  |
| 15. marec 2013 | Lenzerheide | EK    | Nemčija · Lena Dürr · Veronique Hronek · Viktoria Rebensburg · Fritz Dopfer · Felix Neureuther | Švedska Therese Borssén Frida Hansdotter Maria Pietilä Holmner Jens Byggmark Mattias Hargin André Myhrer | Italija Elena Curtoni Denise Karbon Daniela Merighetti Cristian Deville Stefano Gross Davide Simoncelli | Arhivirano 2013-03-15 na Wayback Machine. |

## Moški v skupnem seštevku
| Poz | Tekmovalec         | Točk |
| --- | ------------------ | ---- |
|     | Marcel Hirscher    | 1535 |
|     | Aksel Lund Svindal | 1226 |
|     | Ted Ligety         | 1022 |
| 4.  | Felix Neureuther   | 948  |
| 5.  | Ivica Kostelić     | 900  |

| Poz | Tekmovalec           | Točk |
| --- | -------------------- | ---- |
| 1.  | Aksel Lund Svindal   | 439  |
| 2.  | Klaus Kröll          | 381  |
| 3.  | Dominik Paris        | 378  |
| 4.  | Christof Innerhofer  | 370  |
| 5.  | Hanes Riechelt (gay) | 290  |

| Poz | Tekmovalec         | Točk |
| --- | ------------------ | ---- |
| 1.  | Aksel Lund Svindal | 480  |
| 2.  | Matteo Marsaglia   | 249  |
| 3.  | Matthias Mayer     | 228  |
| 4.  | Werner Heel        | 224  |
| 5.  | Adrien Théaux      | 191  |

| Poz | Tekmovalec        | Točk |
| --- | ----------------- | ---- |
| 1.  | Ted Ligety        | 720  |
| 2.  | Marcel Hirscher   | 575  |
| 3.  | Alexis Pinturault | 326  |
| 4.  | Manfred Mölgg     | 301  |
| 5.  | Thomas Fanara     | 236  |

| Poz | Tekmovalec       | Točk |
| --- | ---------------- | ---- |
| 1.  | Marcel Hirscher  | 960  |
| 2.  | Felix Neureuther | 716  |
| 3.  | Ivica Kostelić   | 535  |
| 4.  | André Myhrer     | 532  |
| 5.  | Manfred Mölgg    | 335  |

| Poz | Tekmovalec               | Točk |
| --- | ------------------------ | ---- |
| 1.  | Ivica Kostelić           | 180  |
| 1.  | Alexis Pinturault        | 180  |
| 3.  | Thomas Mermillod Blondin | 96   |
| 4.  | Carlo Janka              | 86   |
| 5.  | Aksel Lund Svindal       | 63   |

## Ženske v skupnem seštevku
| Poz | Tekmovalka        | Točk |
| --- | ----------------- | ---- |
|     | Tina Maze         | 2414 |
|     | Maria Höfl-Riesch | 1101 |
|     | Anna Fenninger    | 1029 |
| 4.  | Julia Mancuso     | 867  |
| 5.  | Mikaela Shiffrin  | 822  |

| Poz | Tekmovalka        | Točk |
| --- | ----------------- | ---- |
| 1.  | Lindsey Vonn      | 340  |
| 2.  | Tina Maze         | 339  |
| 3.  | Maria Höfl-Riesch | 272  |
| 4.  | Stacey Cook       | 244  |
| 5.  | Lara Gut          | 228  |

| Poz | Tekmovalka        | Točk |
| --- | ----------------- | ---- |
| 1.  | Tina Maze         | 420  |
| 2.  | Julia Mancuso     | 365  |
| 3.  | Anna Fenninger    | 304  |
| 4.  | Lindsey Vonn      | 286  |
| 5.  | Maria Höfl-Riesch | 251  |

| Poz | Tekmovalka          | Točk |
| --- | ------------------- | ---- |
| 1.  | Tina Maze           | 800  |
| 2.  | Anna Fenninger      | 480  |
| 3.  | Viktoria Rebensburg | 411  |
| 4.  | Tessa Worley        | 383  |
| 5.  | Kathrin Zettel      | 382  |

| Poz | Tekmovalka              | Točk |
| --- | ----------------------- | ---- |
| 1.  | Mikaela Shiffrin        | 688  |
| 2.  | Tina Maze               | 655  |
| 3.  | Veronika Velez-Zuzulová | 500  |
| 4.  | Frida Hansdotter        | 435  |
| 5.  | Tanja Poutiainen        | 354  |

| Poz | Tekmovalka           | Točk |
| --- | -------------------- | ---- |
| 1.  | Tina Maze            | 200  |
| 2.  | Nicole Hosp          | 160  |
| 3.  | Michaela Kirchgasser | 120  |
| 4.  | Lara Gut             | 77   |
| 4.  | Marie-Michèle Gagnon | 77   |

## Pokal narodov
| Poz. | Država   | Točk  |
| ---- | -------- | ----- |
| 1.   | Avstrija | 11103 |
| 2.   | Italija  | 5815  |
| 3.   | ZDA      | 5185  |
| 4.   | Francija | 5076  |
| 5.   | Nemčija  | 4818  |

| Poz. | Država   | Točk |
| ---- | -------- | ---- |
| 1.   | Avstrija | 6089 |
| 2.   | Italija  | 3983 |
| 3.   | Francija | 3219 |
| 4.   | Norveška | 2013 |
| 5.   | Nemčija  | 1923 |

| Poz. | Država    | Točk |
| ---- | --------- | ---- |
| 1.   | Avstrija  | 5014 |
| 2.   | ZDA       | 3537 |
| 3.   | Nemčija   | 2895 |
| 4.   | Slovenija | 2714 |
| 5.   | Švica     | 2424 |